# Diego Sarmiento de Valladares

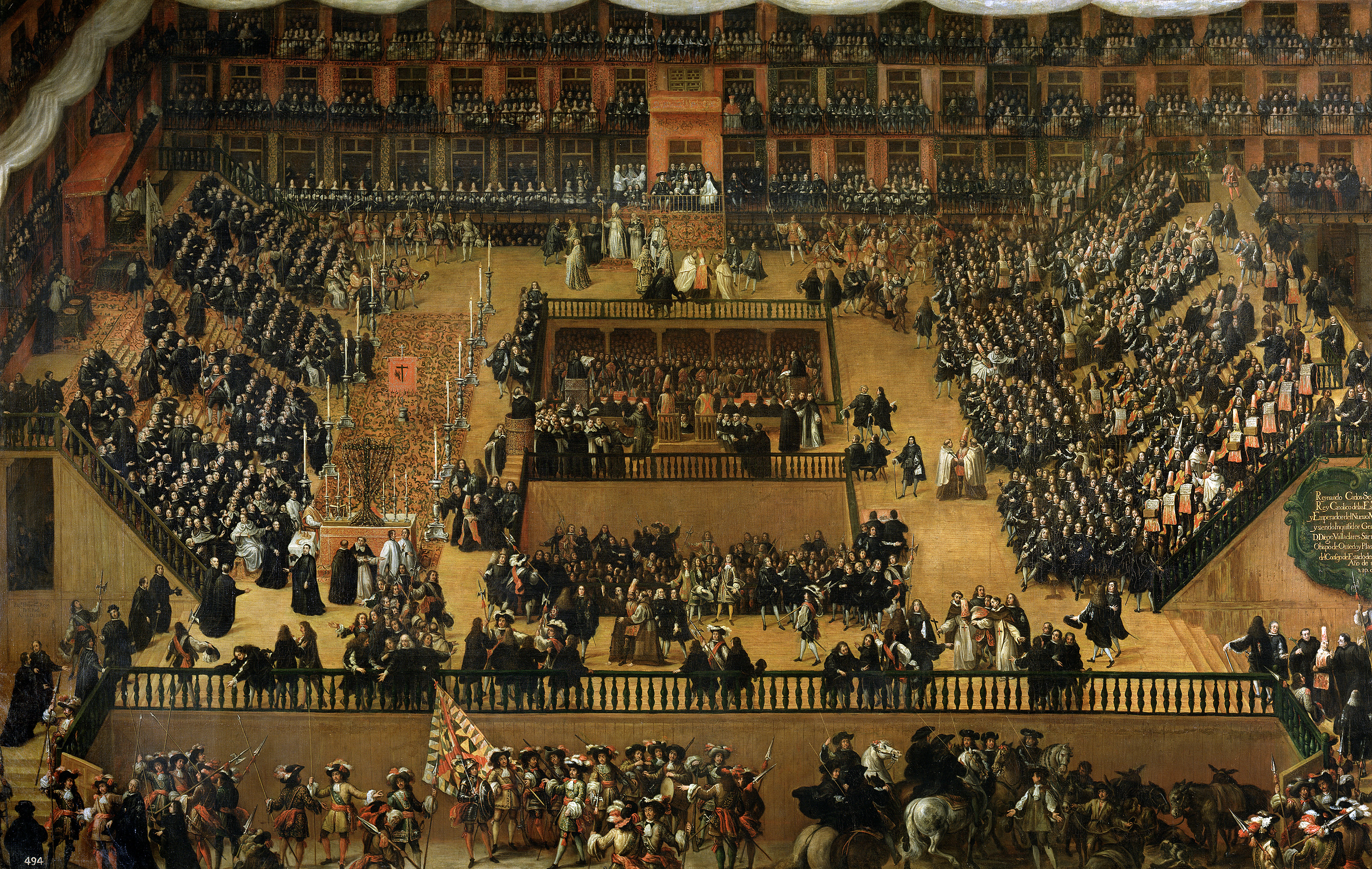
Diego Sarmiento de Valladares presideix l'acte de fe a la Plaça Major de Madrid el 1680. Pintura de 1683 de Francisco Rizi.

Diego Sarmiento de Valladares  (Vigo, 10 d'agost de 1611 - 29 de gener de 1695) va ser un religiós gallec, bisbe d'Oviedo (1668) i Plasència (1668-1677). Va ocupar diversos càrrecs polítics, com a conseller d'Estat, governador del Consell de Castella i inquisidor general (1669-1695).
Fill segon, de Luis Sarmiento de Valladares i de Inés de Romay, germà de Gregorio Sarmiento de Valladares, que va heretar els títols i la riquesa familiar. Va ser col·legial del Col·legi Major de Santa Cruz de Valladolid o després catedràtic de vigília de decrets i cànons en la mateixa universitat. Com a càrrecs eclesiàstics, va ser bisbe d'Oviedo, però poc després va ser traslladat a Plasència, diòcesi de la qual va ser bisbe fins a l'any 1677.
Va ser nomenat per la reina Maria Anna d'Àustria, amb retenció de mitra, governador del Consell de Castella el 14 de maig de 1668, en substitució de Diego Riquelme, mort el dia anterior, càrrec que abandonà en ser escollit per ocupar el càrrec d'inquisidor general d'Espanya, després de la destitució i expulsió de la península del jesuïta austríac i confessor de la reina regent, Juan Everardo Nithard, a causa de les seves males polítiques i els enemics que s'havia guanyat al llarg del mandat com a privat de facto del regne. Va ser confirmat en el càrrec per butlla del papa Climent X el 15 de setembre de 1669 i prenia possessió el 28 de novembre; durant el seu mandat el total de víctimes de la inquisició va ser de 6.656. Després, el 20 de març de 1680, se li va concedir el priorat d'Aracena, a la diòcesi de Sevilla en benefici simple, i el 10 d'agost del mateix any va ser creat conseller d'Estat per Carles II.